# Кожильське сільське поселення (Глазовський район)
Ко́жильське сільське поселення — колишнє муніципальне утворення в складі Глазовського району Удмуртії, Росія. Адміністративний центр — присілок Кожиль.
Законом Удмуртської Республіки від 29.04.2021 № 38-РЗ ліквідовано через перетворення муніципального району на муніципальний округ.
Населення — 2337 осіб (2015; 2357 в 2012, 2315 в 2010).
В поселенні діють 3 школи та 3 садочки, дільнична лікарня, 2 ФАПи. Працює 7 магазинів, серед підприємств — СПК «Кожильський», ТОВ «Чура», Дзякінське торфопідприємство.
Голови:
- 2006–2011 Єльцова Ельвіра Василівна
- з 2011 — Єльцова Ельвіра Василівна

## Склад
В склад поселення входять такі населені пункти:
| Населений пункт               | Населення, осіб (2010) | Населення, осіб (2012) |
| ----------------------------- | ---------------------- | ---------------------- |
| Верхня Убить, присілок        | 43                     | 48                     |
| Дзякіно, село                 | 721                    | 702                    |
| Дома 1143 км, без статусу     | 71                     | 73                     |
| Дома 1147 км, без статусу     | 1                      | 1                      |
| Ізвіль, присілок              | 5                      | 5                      |
| Карасево, присілок            | 58                     | 58                     |
| Кипка, присілок               | 55                     | 66                     |
| Кожиль, присілок              | 840                    | 858                    |
| Кожиль, селище                | 12                     | 10                     |
| Нижня Кузьма, присілок        | 68                     | 64                     |
| Нижня Убить, присілок         | 19                     | 19                     |
| Роз'їзд Убить 1152 км, селище | 1                      | 1                      |
| Сяніно, присілок              | 0                      | 0                      |
| Чура, присілок                | 421                    | 452                    |